# Nobuhiko Obayashi
Nobuhiko Obayashi (大林 宣彦?, Obayashi Nobuhiko; Onomichi, 9 gennaio 1938 – Tokyo, 10 aprile 2020) è stato un regista e sceneggiatore giapponese.

## Biografia
Dopo che suo padre fu chiamato sul fronte di battaglia durante la seconda guerra mondiale, Obayashi venne cresciuto dai nonni materni. Durante l'infanzia e l'adolescenza, Obayashi seguì molte attività artistiche tra cui disegno, scrittura, pianoforte, nutrendo un crescente interesse per l'animazione e il cinema.
Nel 1956, venne accolto nel dipartimento di arti liberali dell'Università di Seijo, dove iniziò a lavorare su una serie di film sperimentali; in questi primi film sperimentali, Obayashi impiegava una serie di tecniche d'avanguardia che avrebbe ripreso nei suoi lavori seguenti. Terminata l'università, Obayashi continuò a lavorare sui suoi film sperimentali guadagnandosi da vivere come regista di spot pubblicitari.
Negli anni '70, realizzò una serie di pubblicità giapponesi con famose star internazionali come Catherine Deneuve, Kirk Douglas e Charles Bronson. Obayashi passò a dirigere lungometraggi a partire dal 1977 con la commedia horror Hausu, il suo film più celebre, che impiegava un misto di tecniche di fotografia per ottenere le sue immagini distintive e surreali, ed è diventato un cult-movie che gli valse il Blue Ribbon per il miglior regista esordiente.
Obayashi è morto il 10 aprile 2020, all'età di 82 anni, per un cancro ai polmoni.

## Filmografia parziale

### Regista
- Popeye's Treasure Island (1944)
- The Stupid Teacher (1945)
- Youth Clouds (1957)
- The Girl in the Picture (1958)
- Complexe (1964)
- Emotion (1966)
- Confession (1968)
- House (1977)
- The Visitor in the Eye (1977)
- Furimukeba Ai (1978)
- The Adventures of Kosuke Kindaichi (1979)
- School in the Crosshairs (1981)
- I Are You, You Am Me (1982)
- Lovely Devils (1982)
- The Girl Who Leapt Through Time (1983)
- Legend of the Cat Monster (1983)
- Lover Comeback To Me (1983)
- The Deserted City (1984)
- Kenya Boy (1984)
- The Island Closest to Heaven (1984)
- Lonely Heart (1985)
- Four Sisters (1985)
- His Motorbike, Her Island (1986)
- Bound for the Fields, the Mountains, and the Seacoast (1986)
- The Drifting Classroom (1987)
- The Discarnates (1988)
- Beijing Watermelon (1989)
- Chizuko's Younger Sister (1991)
- The Rocking Horsemen (1992)
- Haruka, Nostalgia (1993)
- Samurai Kids (1993)
- Turning Point (1994)
- Goodbye for Tomorrow (1995)
- Sada (1998)
- I Want to Hear the Wind's Song (1998)
- That Guy (1999)
- The Last Snow (2002)
- The Reason (2004)
- Song of Goodbye (2006)
- Switching - Goodbye Me (2007)
- Scenery to Remember (2008)
- Casting Blossoms to the Sky (2012)
- Seven Weeks (2014)
- Hanagatami (2017)
- Labyrinth of Cinema (2019)

### Sceneggiatore
- Complexe (1964)
- Emotion (1966)
- House (1977)
- The Drifting Classroom (1987)
- Samurai Kids (1993)
- Casting Blossoms to the Sky (2012)
- Seven Weeks (2014)
- Hanagatami (2017)
- Labyrinth of Cinema (2019)

### Produttore
- Complexe (1964)
- House (1977)
- Labyrinth of Cinema (2019)

### Montatore
- Complexe (1964)
- House (1977)
- The Girl Who Leapt Through Time (1983)
- The Deserted City (1984)
- Kenya Boy (1984)
- His Motorbike, Her Island (1986)
- The Drifting Classroom (1987)
- Chizuko's Younger Sister (1991)
- Samurai Kids (1993)
- Turning Point (1994)
- Sada (1998)
- I Want to Hear the Wind's Song (1998)
- That Guy (1999)
- The Last Snow (2002)
- Casting Blossoms to the Sky (2012)
- Seven Weeks (2014)
- Hanagatami (2017)
- Labyrinth of Cinema (2019)